# Цивільний кодекс Франції
Кодекс Наполеона (фр. Code Napoléon), офіційно Цивільний кодекс Франції (фр. Code Civil des Français) — масштабний кодекс цивільного права Франції, розроблений групою юристів під час правління першого консула Французької республіки (потім імператора) Наполеона Бонапарта.
Уведений указом Наполеона 21 березня 1804 року (30 вантоза XII року Республіки), ще в часи консульства (консулату), незадовго до проголошення Наполеона імператором. З подальшими поправками діє у Франції, незважаючи на численні зміни політичного устрою, досі й ніколи не переглядався повністю (обмежено діє в таких заморських співтовариствах, що користуються самоврядністю: на Майотті, Новій Каледонії і островах Волліс і Футуна).
|                                                                       | Моя справжня слава не в тому, що я виграв у сорока битвах: одне Ватерлоо закреслило їх усіх. Те, що буде жити вічно - це мій Цивільний кодекс. |
| — Наполеон, https://pravo.ua/grazhdanskomu-kodeksu-napoleona-200-let/ | |

## Загальна характеристика Кодексу
Документ був прийнятий в імперську епоху, коли країна виходила з революційної смути, а перед Бонапартом стояло завдання стабілізувати державу й дати тверду юридичну базу новому порядку. На початок Великої французької революції 1789—99 років північний схід країни в основному жив за німецьким звичайним правом, південь — за римським. Закони різнилися від провінції до провінції і навіть від міста до міста: у країні діяло близько 366 місцевих кодексів.
Кодекс скасував все попереднє цивільне законодавство, гарантував цивільні свободи, включаючи свободу віросповідання, і закріпив рівність усіх перед законом.
У розробці кодексу брали участь французькі вчені-юристи тієї пори — Франсуа Тронше, Фелікс Біґо де Преаменю, Жан Порталіс і Жак Маваль, які утворили комісію кодифікування Державної ради. Вони створили творчу компіляцію з римського права, правових звичаїв населення, королівських ордонансів, революційних законів і судової практики старих парламентів, а також на основі аналізу юридичних теорій інших європейських країн. Комісія провела «професійний» референдум: до всіх судів був розісланий проєкт кодексу на обговорення.
Розробники Кодексу (Франсуа Тронше, Фелікс Біго де Преаменю, Жан Порталіс, Жак Маваль, Жан-Батист Трельяр)
У розробці кодексу брав участь і сам Наполеон: з 1801 року він головував на 36 з 84 засідань Державної ради, присвячених обговоренню нового зведення законів. Він уважав, що цей Кодекс буде більш довговічним пам'ятником собі, ніж його військові перемоги:
|                                                                                  | Моя правдива слава полягає не в тому, що я виграв сорок битв; Ватерлоо затьмарить у пам'яті нащадків інші перемоги... Але що не забудеться і буде жити вічно, так це мій Цивільний кодекс. |
| — Наполеон Бонапарт, (Montholon Ch. T. Recits de la captivite. — T. I. — P. 401) | |

Публікація проєкту кодексу в газеті Le Moniteur universel

## Рецепція та вплив Кодексу
На момент ухвалення Кодекс Наполеона не був першим і єдиним у світі цивільним кодексом. На той час уже діяв Баварський цивільний кодекс Максиміліана 1756 року. А 1811 року ухвалено Загальне австрійське цивільне уложення. Кодекс Наполеона зробив величезний вплив на розроблення й кодифікування цивільного права в Європі (у тому числі в німецьких державах, що з'явилися під час наполеонівських воєн під французькою окупацією, а також в Польщі, де взагалі дуже сильним був вплив наполеонівської Франції; потім, уже в пізніші епохи, в Бельгії, Італії і інших країнах), а також у Північній Америці (в Луїзіані й Квебеці, хоча вони на той момент перестали бути французькими колоніями). Окрім цього, він діяв у французьких колоніях.
Поряд з Німецьким цивільним уложенням і Цивільним кодексом Швейцарії Кодекс Наполеона брався за зразок під час розробку кодифікованих законів Бразилії (1916), Мексики (1928), Китаю (1931), Перу (1936). До середини XX століття положення Кодексу Наполеона певною мірою запозичили правові системи понад 70 країн світу.